# 1679년 3월 잉글랜드 총선
찰스 2세는 가톨릭과 프랑스에 기울어진 모습을 보여 시민들의 불만을 낳았다. 더구나 왕위를 계승할 적자가 없는 상황에서 차기 왕위 계승이 유력한 요크공 제임스는 1673년 의회가 제정한 심사령에 따른 반(反) 가톨릭 서약을 거부하여 가톨릭으로의 개종을 공공연하게 밝혔을 뿐 아니라, 첫 부인이 죽자 가톨릭교도와 재혼하였다. 때문에 당시 영국 사회에 퍼져 있던 가톨릭과 절대왕정에 대한 뿌리 깊은 반감은 왕위 계승 문제를 둘러싼 갈등으로 표출되었다. 특히 1678년에는 가톨릭교도들이 요크공 제임스를 왕으로 추대하려고 찰스 2세를 살해하려는 음모를 꾸몄다는 이른바 ‘가톨릭 음모사건’이 유포되면서 긴장을 더욱 고조시켰다.
이후 1679년에 새롭게 소집된 의회는 인신보호율을 제정하는 한편 요크공 제임스가 왕위를 계승할 수 없도록 가톨릭교도는 왕위계승권을 지니지 못한다는 왕위배제법안(Exclusion Bill)을 제출하였고, 찰스 2세는 법안의 통과를 막기 위해 의회를 해산하였다.

## 선거 결과
| 정당   | 의석 수 |
| ------ | ------- |
| 반대파 | 218석   |
| 왕당파 | 139석   |
| 중립   | 167석   |
| 합계   | 522석   |